# Remo en los Juegos Olímpicos de París 2024
El remo en los Juegos Olímpicos de París 2024 se realizó en el Estadio Náutico de Vaires-sur-Marne, ubicado en la localidad homónima, del 27 de julio al 3 de agosto de 2024.
En total fueron disputadas en este deporte 14 pruebas diferentes, 7 masculinas y 7 femeninas. El programa de competiciones se mantuvo como en la edición anterior.

## Clasificación
Participaron en total 502 remeros (251 hombres y 251 mujeres) de diferentes comités olímpicos nacionales pertenecientes a la Federación Internacional de Sociedades de Remo.

## Calendario
| S | Series | R | Repesca | ¼ | Cuartos de final | ½ | Semifinales | F | Finales |

| Fecha→ Prueba ↓    | 27 Sáb | 28 Dom | 29 Lun | 30 Mar | 31 Mié | 01 Jue | 02 Vie | 03 Sáb |
| ------------------ | ------ | ------ | ------ | ------ | ------ | ------ | ------ | ------ |
| Scull individual   | S      | R      |        | ¼      |        | ½      |        | F      |
| Doble scull        | S      | R      |        | ½      |        | F      |        |        |
| Cuatro scull       | S      |        | R      |        | F      |        |        |        |
| Dos sin timonel    |        | S      | R      |        | ½      |        | F      |        |
| Cuatro sin timonel |        | S      |        | R      |        | F      |        |        |
| Ocho con timonel   |        |        | S      |        |        | ½      |        | F      |
| Doble scull ligero | S      | R      |        |        | ½      |        | F      |        |

## Medallistas

### Masculino
| Evento                                | Oro | Plata | Bronce |
| ------------------------------------- | --- | --- | --- |
| Scull individual M1X (3 de agosto)    | Oliver Zeidler · Alemania · 6:37,57 | Yauheni Zalaty · AIN · 6:42,96 | Simon van Dorp · Países Bajos · 6:44,72 |
| Doble scull M2X (1 de agosto)         | Andrei-Sebastian Cornea · Marian Enache · Rumania · 6:12,58 | Melvin Twellaar · Stefan Broenink · Países Bajos · 6:13,92 | Daire Lynch · Philip Doyle · Irlanda · 6:15,17 |
| Cuatro scull M4X (31 de julio)        | Lennart van Lierop · Finn Florijn · Tone Wieten · Koen Metsemakers · Países Bajos · 5:42,00                                                                             | Luca Chiumento · Luca Rambaldi · Giacomo Gentili · Andrea Panizza · Italia · 5:44,40                                                                                                 | Fabian Barański · Mateusz Biskup · Dominik Czaja · Mirosław Ziętarski · Polonia · 5:44,59                                                                                               |
| Dos sin timonel M2- (2 de agosto)     | Martin Sinković · Valent Sinković · Croacia · 6:23,66 | Oliver Wynne-Griffith · Thomas George · Reino Unido · 6:24,11 | Roman Röösli · Andrin Gulich · Suiza · 6:24,76 |
| Cuatro sin timonel M4- (1 de agosto)  | Justin Best · Liam Corrigan · Michael Grady · Nicholas Mead · Estados Unidos · 5:49,03                                                                                  | Matthew MacDonald · Oliver Maclean · Thomas Murray · Logan Ullrich · Nueva Zelanda · 5:49,88                                                                                         | Matthew Aldridge · David Ambler · Frederick Davidson · Oliver Wilkes · Reino Unido · 5:52,42                                                                                            |
| Ocho con timonel M8+ (3 de agosto)    | Sholto Carnegie · Rory Gibbs · Morgan Bolding · Jacob Dawson · Charles Elwes · Thomas Digby · James Rudkin · Thomas Ford · Harry Brightmore (t) · Reino Unido · 5:22,88 | Ralf Rienks · Olav Molenaar · Sander de Graaf · Ruben Knab · Gert-Jan van Doorn · Jacob van de Kerkhof · Jan van der Bij · Mick Makker · Dieuwke Fetter (t) · Países Bajos · 5:23,92 | Henry Hollingsworth · Nicholas Rusher · Christian Tabash · Clark Dean · Christopher Carlson · Peter Chatain · Evan Olson · Pieter Quinton · Rielly Milne (t) · Estados Unidos · 5:25,28 |
| Doble scull ligero LM2X (2 de agosto) | Fintan McCarthy · Paul O'Donovan · Irlanda · 6:10,99 | Stefano Oppo · Gabriel Soares · Italia · 6:13,33 | Petros Gaidatzís · Antonios Papakonstantinu · Grecia · 6:13,14 |

### Femenino
| Evento                                | Oro | Plata | Bronce |
| ------------------------------------- | --- | --- | --- |
| Scull individual W1X (3 de agosto)    | Karolien Florijn · Países Bajos · 7:17,28 | Emma Twigg · Nueva Zelanda · 7:19,14 | Viktorija Senkutė · Lituania · 7:20,85 |
| Doble scull W2X (1 de agosto)         | Brooke Francis · Lucy Spoors · Nueva Zelanda · 6:50,45 | Nicoleta-Ancuța Bodnar · Simona Radiș · Rumania · 6:50,69 | Mathilda Hodgkins-Byrne · Rebecca Wilde · Reino Unido · 6:53,22 |
| Cuatro scull W4X (31 de julio)        | Lauren Henry · Hannah Scott · Lola Anderson · Georgina Brayshaw · Reino Unido · 6:16,31 | Laila Youssifou · Bente Paulis · Roos de Jong · Tessa Dullemans · Países Bajos · 6:16,46                                                                                                | Maren Völz · Tabea Schendekehl · Leonie Menzel · Pia Greiten · Alemania · 6:19,70                                                                                         |
| Dos sin timonel W2- (2 de agosto)     | Ymkje Clevering · Veronique Meester · Países Bajos · 6:58,67 | Ioana Vrînceanu · Roxana Anghel · Rumania · 7:02,.97 | Jessica Morrison · Annabelle McIntyre · Australia · 7:03,54 |
| Cuatro sin timonel W4- (1 de agosto)  | Benthe Boonstra · Hermine Drenth · Tinka Offereins · Marloes Oldenburg · Países Bajos · | Esme Booth · Helen Glover · Samantha Redgrave · Rebecca Shorten · Reino Unido · | Jackie Gowler · Davina Waddy · Kerri Williams · Phoebe Spoors · Nueva Zelanda ·                                                                                           |
| Ocho con timonel W8+ (3 de agosto)    | Maria-Magdalena Rusu · Roxana Anghel · Nicoleta-Ancuța Bodnar · Maria Lehaci · Adriana Adam · Amalia Bereș · Ioana Vrînceanu · Simona Radiș · Victoria-Ştefania Petreanu (t) · Rumania · 5:54,39 | Jessica Sevick · Caileigh Filmer · Maya Meschkuleit · Kasia Gruchalla-Wesierski · Avalon Wasteneys · Sydney Payne · Kristina Walker · Abigail Dent · Kristen Kit (t) · Canadá · 5:58,84 | Heidi Long · Rowan McKellar · Holly Dunford · Emily Ford · Lauren Irwin · Eve Stewart · Harriet Taylor · Annie Campbell-Orde · Henry Fieldman (t) · Reino Unido · 5:59,51 |
| Doble scull ligero LW2X (2 de agosto) | Emily Craig · Imogen Grant · Reino Unido · 6:47,06 | Gianina van Groningen · Ionela-Livia Cozmiuc · Rumania · 6:48,78 | Dímitra Kontú · Zoí Fitsiu · Grecia · 6:49,28 |

## Medallero
| Núm. | País           | Oro | Plata | Bronce | Total |
| ---- | -------------- | --- | ----- | ------ | ----- |
| 1    | Países Bajos   | 4   | 3     | 1      | 8     |
| 2    | Reino Unido    | 3   | 2     | 3      | 8     |
| 3    | Rumania        | 2   | 3     | 0      | 5     |
| 4    | Nueva Zelanda  | 1   | 2     | 1      | 4     |
| 5    | Alemania       | 1   | 0     | 1      | 2     |
| 5    | Estados Unidos | 1   | 0     | 1      | 2     |
| 5    | Irlanda        | 1   | 0     | 1      | 2     |
| 8    | Croacia        | 1   | 0     | 0      | 1     |
| 9    | Italia         | 0   | 2     | 0      | 2     |
| 10   | AIN            | 0   | 1     | 0      | 1     |
| 10   | Canadá         | 0   | 1     | 0      | 1     |
| 12   | Grecia         | 0   | 0     | 2      | 2     |
| 13   | Australia      | 0   | 0     | 1      | 1     |
| 13   | Lituania       | 0   | 0     | 1      | 1     |
| 13   | Polonia        | 0   | 0     | 1      | 1     |
| 13   | Suiza          | 0   | 0     | 1      | 1     |
|      | TOTAL          | 14  | 14    | 14     | 42    |